# Wo die Sonne aufgeht
Wo die Sonne aufgeht (Originaltitel: The New Year) ist der Titel eines 1968 publizierten Romans der amerikanischen  Schriftstellerin Pearl S. Buck über das Schicksal der „War children“. Am Beispiel des Kindes einer koreanischen Mutter und eines amerikanischen Soldaten, der elf Jahre lang seine einjährige Affäre während des Koreakrieges geheim gehalten hat und der nun durch einen Hilferuf seines Sohnes während seines Wahlkampfes um das Gouverneursamt mit seiner Vergangenheit konfrontiert wird, stellt sich die Frage nach der Verantwortung, eventuell mit dem Ende einer politischen Karriere. Die deutsche Übersetzung von Maria Meinert wurde 1969 veröffentlicht.

## Überblick
Die Romanhandlung spielt auf zwei Zeitebenen: einmal in der Mitte der 1960er Jahre zur Zeit des Kalten Krieges in den USA (1. und 3. Kapitel) und in Südkorea (2. Kapitel) und zweitens in eingeblendeten Rückblicken von Chris Winters und Kim Soonya im 1953 durch einen Waffenstillstand beendeten Koreakrieg. Die Autorin thematisiert am Beispiel des „War childs“ Kim Christopher die Situation der Menschen im Spannungsfeld unterschiedlicher Kulturen: die Ausgrenzung in der koreanischen Gesellschaft sowie die Tabuisierung der Soldatenkinder in Nordamerika.

## Handlung
1
Christopher (Chris) Winters, erfolgreicher Anwalt in Philadelphia, der für das Gouverneursamt kandidiert, erhält einen Brief von seinem koreanischen Sohn Kim Christopher, den er zuletzt als einmonatiges Baby gesehen hat. Dieser bittet ihn um Hilfe bei seiner Ausbildung, denn er könne in Korea keine gute Schule besuchen. Winters wird dadurch wieder an seine Zeit vor ca. zwölf Jahren im Koreakrieg erinnert, die er verdrängt hat:  Als 24-Jähriger, drei Tage mit Laura de Witt verheiratet, wird er 1952 als Soldat einberufen und nach Korea gebracht, wo ihn der Waffenstillstand 1953 von Kampfeinsätzen befreit. Die in Seoul stationierten Soldaten langweilen sich und amüsieren sich in Tanzlokalen mit einheimischen Mädchen. Chris lernt dort Soonya kennen, die ihre Familie als Barmädchen ernähren muss. Laura erscheint ihm unwirklich fern. Chris und Soonya verlieben sich ineinander, er zieht mit ihr in eine kleine Hütte, sie wird seine Konkubine und hofft, da sie nicht von seiner Ehe weiß, dass er sie heiratet und nach Amerika mitnimmt. Sie wird schwanger und er kehrt, anstatt sich weiter zu verpflichten, nach Amerika zurückkehrt. Er verschweigt ihr den wahren Grund, erklärt ihr, was sie aus ihrer Tradition nachvollziehen kann, er müsse für seine Eltern sorgen und verspricht ihr, zu versuchen wiederzukommen. Doch er bricht den Kontakt mit ihr ab.
Seiner Frau verschweigt er seine koreanische Beziehung. Laura ist eine Kontrastfigur zu Soonya: intellektuell und beherrscht. In seinen Semesterferien hat er als Reporter für eine Zeitung über eine Modeschau berichtet, auf der die angehende Wissenschaftlerin als Mannequin auftrat. Erst nach seiner Rückkehr aus Korea beginnt ihre liebevolle Ehe. Ihre Karrieren nehmen ihnen die Zeit für Kinder:  er als Volkswirt und Anwalt, sie als Biologin und Pharmakologin. Laura erforscht die Entwicklung von Medikamenten aus Meeresalgen. Ihr riskantes Tauchen mit Atemgeräten in große Tiefen hat sie ihm zuliebe aufgegeben. Jetzt arbeitet sie in ihrem eigenen Labor und schreibt an einem Buch über ihre Untersuchungen.
Winters erzählt seinem  Wahlkampfmanager Joe Berman von der Existenz seines unehelichen Sohnes und dieser rät ihm, die Geschichte geheim zu halten und den Brief nicht zu beantworten, um sein Image bei den konservativen Wählern nicht zu beschädigen. Denn er müsse mit seiner Frau das perfekte Paar abbilden, im Aussehen und in der Moral. Affären würden von seinen Gegnern ausgeschlachtet. Chris sieht dies auch so, aber er hat ein schlechtes Gewissen seiner Frau gegenüber und erzählt ihr von dem Brief. Sie reagiert enttäuscht und befragt ihn nach der Koreanerin im Vergleich zu ihr. Er beschwört ihre Liebe, die sich in der Zeit ihrer Ehe immer mehr vertieft hat. Nach mehreren Gesprächen über ihre Reaktionen auf den Brief entscheidet Laura, allein nach Korea zu reisen, um die Situation des Jungen und seiner Mutter kennenzulernen und mit ihnen zu sprechen.
2
Im zweiten Kapitel wird die Reise Lauras nach Korea erzählt. Im Hotel lernt sie Mr. Choe Yu-ren kennen, der in den USA studiert hat und dessen Firma mit amerikanischen pharmazeutischen Firmen zusammenarbeitet. Er bietet sich ihr als Führer durch die fremde Stadt an, begleitet sie zu Soonyas ärmlichem Haus, in dem sie mit ihrer Mutter und ihrem Sohn lebt, und übersetzt das Gespräch. So erfährt Laura, unterstützt durch einen Bildervergleich, dass Soonya die Mutter von Chris‘ Sohn ist. Mr. Choe hat den Anlass von Lauras Reise schnell erkannt, lädt sie zum Tee in sein Haus ein und informiert sie über die Lebensumstände der Koreanerin. Kim Soonya ist Sängerin und betreibt das „Haus der Blumen“, in dem nur koreanische Männer, keine Ausländer, von schönen wohlerzogenen Mädchen bewirtet und unterhalten werden. Choe bekennt, dass er als Witwer selbst Kunde des Edelbordells ist, Soonya gut kennt, aber nie von ihr bedient worden ist, obwohl er ihr mit einem Kredit beim Aufbau ihres Etablissements geholfen hat. Sie sei eine harte Geschäftsfrau. Prostituierte würden in der koreanischen Gesellschaft akzeptiert werden und dienten als Ergänzung der von den Ehefrauen nicht erfüllbaren sexuellen Wünsche der Männer. Er nimmt Laura mit ins „Haus der Blumen“, sie hört Soonyas Gesangsvortrag, begleitet vom Lautenspiel ihres verkleideten Sohnes und fragt sich, ob dies die Zukunft des Kindes sein soll.
Bei einem zweiten Besuch Soonyas erklärt diese ihr die Situation ihres Kindes: Die Söhne gehören in Korea den Vätern und Christopher hat als vaterloses Kind keine Geburtsurkunde, ist also nicht Teil der Gesellschaft, wird beschimpft und kann keine Schule besuchen. Christopher ist deshalb unglücklich, richtet seinen Zorn gegen seine Mutter und läuft oft von zu Hause weg. Soonya erzählt auch, wie sie Chris kennengelernt, mit ihm zusammengelebt und auf eine Ehe mit ihm in Amerika gehofft hat, obwohl er ihr das nie versprach. Es wird deutlich, dass sie ihn immer noch liebt und zu ihrem Sohn ein Liebe-Hass-Verhältnis hat, das sie in ihrer Gesellschaft wegen der Rollenmuster nicht auflösen kann. Anschließend spricht Laura mit Christopher und fragt ihn nach seinen Wünschen. Er sagt, er fühle sich in Korea als Fremder, er werde als ungeliebter Amerikaner behandelt, weil er seinem Vater gehöre und nicht seiner Mutter, die er liebe und hasse.
Lauras Erkundungen werden komplettiert durch die Bekanntschaft mit zwei amerikanischen Soldaten und sie kann dadurch die Situation ihres Mannes besser verstehen. Leutnant Lucius Brown beschreibt ihr die Einsamkeit der Männer, die keinen Sinn in ihrem militärischen Einsatz sehen und in den Bars einfache Unterhaltungen suchen. Die Ablehnung und Beschimpfung der Kriegskinder verdrängt er. Jim Traynor äußert sich dazu offener und spricht von Verfolgung und Ermordung. Aber er schiebt die Verantwortung den Koreanern zu. Er selbst unterhält eine koreanische Freundin auf Zeit. Im Falle einer Schwangerschaft müsste sie abtreiben. Laura kann sich nicht vorstellen, dass Chris sich so verhalten hätte und berät sich nach ihren verschiedenen Gespräche und Beobachten mit Mr. Choe über Christophers Chance in Korea. Während sie wie ihr Mann eine Schulausbildung in einem Internat Korea favorisiert, warnt Mr. Choe, Christopher werde keine gute Schule finden. Er habe keine Zukunftsperspektive im Land, außer dass er einmal das Geschäft seiner Mutter übernimmt. Bei einem Umsturz im Land oder einer Besetzung durch Nordkorea bestehe sogar die Gefahr, dass er zusammen mit vielen amerikanischen Kriegskindern getötet wird. Daraufhin vereinbart sie mit Soonya, Christopher mit nach Amerika zu nehmen und ihr eine Entschädigung dafür zu zahlen, dass sie bisher allein für ihren Sohn sorgen musste. Mit diesem Geld kann sie ein Haus kaufen, sich ernähren und ihr Geschäft aufgeben. Laura hat ihren Mann über alle Etappen ihrer Recherchen informiert und ihn schließlich umgestimmt, dass sie seinen Sohn nach Amerika bringt. Er schickt eine Vaterschaftserklärung an die Botschaft in Seoul und damit ist Christopher Amerikaner und darf ausreisen. Mr. Choe zieht aus dieser Lösung seinen Vorteil. Er rät Soonya, das Kind abzugeben und bietet ihr an, wenn diese Spur der belasteten Vergangenheit verwischt sei, seine zweite Frau zu werden, und sie stimmt dieser Versorgungsehe ohne Liebe zu.
3
Im dritten Kapitel wechselt die Handlung zwischen zwei Schauplätzen: Von Philadelphia aus führt Chris Winters mit Unterstützung seiner Frau im Bundesstaat Wahlkampf, in New Hampshire besucht Christopher erfolgreich die Waite-Schule und sehnt sich nach der Zuwendung seines Vaters.
Laura bringt Christopher in die USA. Auf dem Flughafen Los Angeles erwartet sie Chris. Sie bleiben zum Kennenlernen einige Tage in Kalifornien. Winters hat entschieden, ohne dies mit seiner Frau abzusprechen und zu ihrer Überraschung, seinen Sohn zuerst einmal, auch während der Ferien, in einer Internatsschule, der Waite-Schule in New Hampshire, zu verstecken, um der Opposition nicht die Gelegenheit zu geben, die schwache Stelle in seiner Biographie im Wahlkampf zu nutzen. Über das weitere Schicksal des Jungen soll später entschieden werden. In Waite geben sie dem Schulleiter James Bartlett gegenüber Christopher als koreanisches Waisenkind aus, das sie adoptieren wollen, und besprechen mit ihm das Unterrichtsprogramm. Sie versprechen Christopher, ihn zu Weihnachten zu besuchen, lassen den enttäuschten Jungen allein zurück und reisen nach Philadelphia weiter.
Schon im Hotel in Los Angeles kam es zwischen Laura und Winters zu Spannungen, die bis zum Ende des Wahlkampfes immer wieder ihre Beziehung stören, doch sie gibt seinen Wünschen nach, weil sie um die Bedeutung der politischen Karriere für ihn weiß, und engagiert sich wie vorgesehen v. a. bei Veranstaltungen für Frauen. Dort präsentiert sie sich nicht als erfolgreiche Wissenschaftlerin und emanzipierte Frau mit einem Beruf, sondern vor allem als Ehefrau. Sie begleitet mit ihrer einstudierten Mannequin-Technik ihren Mann zu den vielen Terminen, die er routiniert absolviert. Er weiß, was die Anhänger hören wollen und erhält viel Applaus. Sein Manager Berman plant seine Auftritte und wirbt einflussreiche Unterstützer an. Ängstlich achtet er darauf, dass die Presse keine unerwünschten Informationen erhält und er ermahnt Laura, bei den Briefkontakten zu Christopher äußerst vorsichtig zu sein. Chris konzentriert sich auf seine politische Karriere, ist von sich als tatkräftiger Reformer mit Durchblick für die notwendigen Zukunftsprojekte überzeugt und möchte nach der Wahl, unbehindert von den Klüngeln, große Reformen mit fast diktatorischen Methoden durchsetzen. Laura ist über diese neue Sicht auf ihren Mann erschrocken und verunsichert. Sie merkt, dass beide zu Schauspielern geworden sind, die von Auftritt zu Auftritt eilen und ihr Programm abspielen. Vorsichtig versucht sie ihn, wenn wieder ein Brief Christophers mit der Frage nach seinem Besuch eintrifft, an seine Verantwortung für seinen Sohn zu erinnern, aber er weicht aus und will alles erst später entscheiden. Laura weiß, dass er selbst zu einer Lösung kommen muss. Als sie einige Tage im Labor arbeitet, kommt sie auf die Idee, vor ihrer Rückfahrt einen Abstecher zur Schule zu machen. Christopher entwickelt sich nach Aussagen des Schulleiters erfreulich, hat gute Noten, interessiert sich für Naturwissenschaften, ist aber oft unglücklich, obwohl sich Mr. Bartlett freundlich um ihn kümmert und ihm Mut zuspricht. Er ist künstlerisch begabt, baut ein Puppentheater und schnitzt aus Holz vier Figuren: seine Familie mit zwei Müttern. Laura verspricht ihm, dass sein Vater mit ihm in den Weihnachtsferien Ski fährt. Nach ihrer Rückkehr spricht sie mit Chris darüber, dass er seinen Sohn nicht immer verstecken kann, andernfalls müsse er als Gouverneur oder Präsident immer mit einer Aufdeckung und einem Skandal rechnen.
Nach der gewonnenen Wahl besuchen die Winters Christopher, lernen sich bei Skilaufen besser kennen und feiern zusammen das Weihnachtsfest. Chris scheint sich immer noch nicht entschieden zu haben. Zum Jahresende wird im Haus in Philadelphia eine große Silvesterparty gefeiert. Chris Winters hält eine Rede und erzählt seinem Publikum von seinem Einsatz im Koreakrieg, seiner Beziehung zu einer Koreanerin und seinem Sohn, den er plötzlich in den Raum eintreten lässt und der mit seiner schönen Stimme „My country, ‘his and thee“ singt. Laura ist wie alle überrascht und zu Tränen gerührt, sie vereinigt sich mit den beiden zur Dreiergruppe, vor der die Gäste vorbeidefilieren und den Jungen willkommen heißen. „Vor ihnen lag ein neues Jahr.“

## Form
Wie die meisten Erzählungen und Romane Bucks ist die Handlung von „Wo die Sonne aufgeht“, von Rückblicken unterbrochen, chronologisch aufgebaut. In „Personaler Form“ wird die Geschichte vor allem aus der Perspektive Lauras vorgetragen: Der Leser folgt ihren Aktionen und erhält Einblicke in ihre Gedanken. Die Meinungen der anderen Figuren erfährt man aus ihren Dialogen. In kleinen Abschnitten wechselt dieser Hauptstrang zu anderen Schauplätzen und dort sind Soonya, Mr. Choe, Christopher oder Mr. und Mrs. Bartlett die Reflektorfiguren, d. h. man verfolgt die Gespräche aus ihrer Sicht.

## Die Botschaft des Romans im Zusammenhang mit Bucks Engagement für asiatische Waisenkinder
Die literarischen Werke Bucks stehen meist in engem Zusammenhang mit ihrer aufklärerischen Sozial- und Kulturarbeit, ihrem Engagement für Randgruppen der Gesellschaft, für Frauenrechte, gegen Krieg, Gewalt und Rassismus. Aus dieser Motivation heraus enthält auch „Wo die Sonne aufgeht“ einen Appell, sich von gesellschaftlichen Vorurteilen gegen andere Ethnien zu befreien. Lange bevor dies als modisch oder politisch opportun galt, rief Buck die amerikanische Öffentlichkeit dazu auf, wie auch in „Wo die Sonne aufgeht“ thematisiert, das Bewusstsein für die Diskriminierung aufgrund des Geschlechts und die Notlage asiatischer Kriegskinder zu schärfen. 1949 kritisierte sie, dass einige Adoptionsdienste asiatische und gemischtrassige Kinder für nicht akzeptabel hielten, und gründete zusammen mit Freunden die erste internationale Adoptionsagentur zwischen verschiedenen Rassen „Welcome House“. In fast fünf Jahrzehnten Arbeit hat „Welcome House“ für über fünftausend Kinder neue Eltern gefunden. Um nicht zur Adoption berechtigte arme und diskriminierte Kinder in asiatischen Ländern zu helfen, gründete Buck 1964 die „Pearl S. Buck Foundation“, ab 1999 „Pearl S. Buck International“ und eröffnete 1964 das „Opportunity Center“ und das Waisenhaus in Südkorea. Später wurden Büros in Thailand, den Philippinen und Vietnam eingerichtet. Bei der Gründung des „Opportunity House“ sagte Buck: „Der Zweck […] besteht darin, Ungerechtigkeiten und Vorurteile von Kindern, die aufgrund ihrer Geburt nicht die normalerweise gewährten pädagogischen, sozialen, wirtschaftlichen und bürgerlichen Privilegien genießen dürfen, bekannt zu machen und zu beseitigen.“

## Rezeption
Die literarischen Werke der Autorin stießen auf unterschiedliche Resonanz. Während die Beliebtheit Bucks bei der Leserschaft zunahm und ihre Bücher bis heute im Buchhandel angeboten werden, ordneten die meisten Kritiker in den Vereinigten Staaten ihre Romane wegen der traditionellen Struktur und der Erzählweise in die Sparte der Trivialliteratur ein. Als Buck überraschend 1938 den Nobelpreis für Literatur erhielt, schrieb der renommierte Schriftsteller William Faulkner, der erst elf Jahre später ausgezeichnet werden sollte, an einen Freund, er würde den Preis lieber nicht gewinnen, als in die Gesellschaft von „Mrs. Chinahand Buck“ zu geraten. Die Abwertung durch das literarische Establishment führte auch dazu, dass einzelne ihrer Werke zwar auf High-School-Leselisten auftauchten, aber nicht in die College-Lehrpläne aufgenommen wurden.